# Coapa
Coapa es una zona situada en el centro geográfico del territorio de la Ciudad de México, e históricamente ubicada al sur de la Ciudad de México en la era de la pre-urbanización. Tiene su origen en el pueblo de Santa Úrsula Coapa y en las haciendas coloniales de San José de Coapa, San Antonio de Padua Coapa y San Juan de Dios que se establecieron en los terrenos aledaños al pueblo y fueron fraccionadas a principios del siglo XX creando varias colonias. La urbanización se aceleró con la creación de la Unidad Habitacional Villa Coapa. La zona Coapa se ubica en las alcaldías Tlalpan y Coyoacán y tiene colindancia con Xochimilco. 

## Ubicación
Coapa está delimitada, al sur, por el Anillo Periférico, al norte por la Avenida Santa Ana, al oriente por el Canal Nacional y al poniente por la Calzada de Tlalpan.

## Historia
En lengua náhuatl, Coapa se puede traducir como "lugar de serpientes" o "nido de serpientes", por la abundancia de ofidios que se podían encontrar en la zona. A la llegada de los Mexicas al valle de México, Coapa era un asentamiento Tepaneca perteneciente al señorío de Coyoacán, el cual estaba rodeado de una geografía variada, compuesta de manantiales, pastizales, tierras de labranza, ríos, ciénegas y terrenos cubiertos de lava del volcán Xitle.
A mediados del siglo XV, los Tepanecas son conquistados por los aliados Mexicas y Acolhuas  y el señorío de Coyoacán y sus barrios dependientes -que eran Coapa, Tepetlapa, Huipulco, Axotla, Huitzilopochco, Xoco, Copilco y Chimalistac-, pasan a ser tributarios de la triple alianza, conformada por las ciudades de Texcoco, Tenochtitlan y Tlacopan.

### La hacienda de San Antonio de Padua Coapa

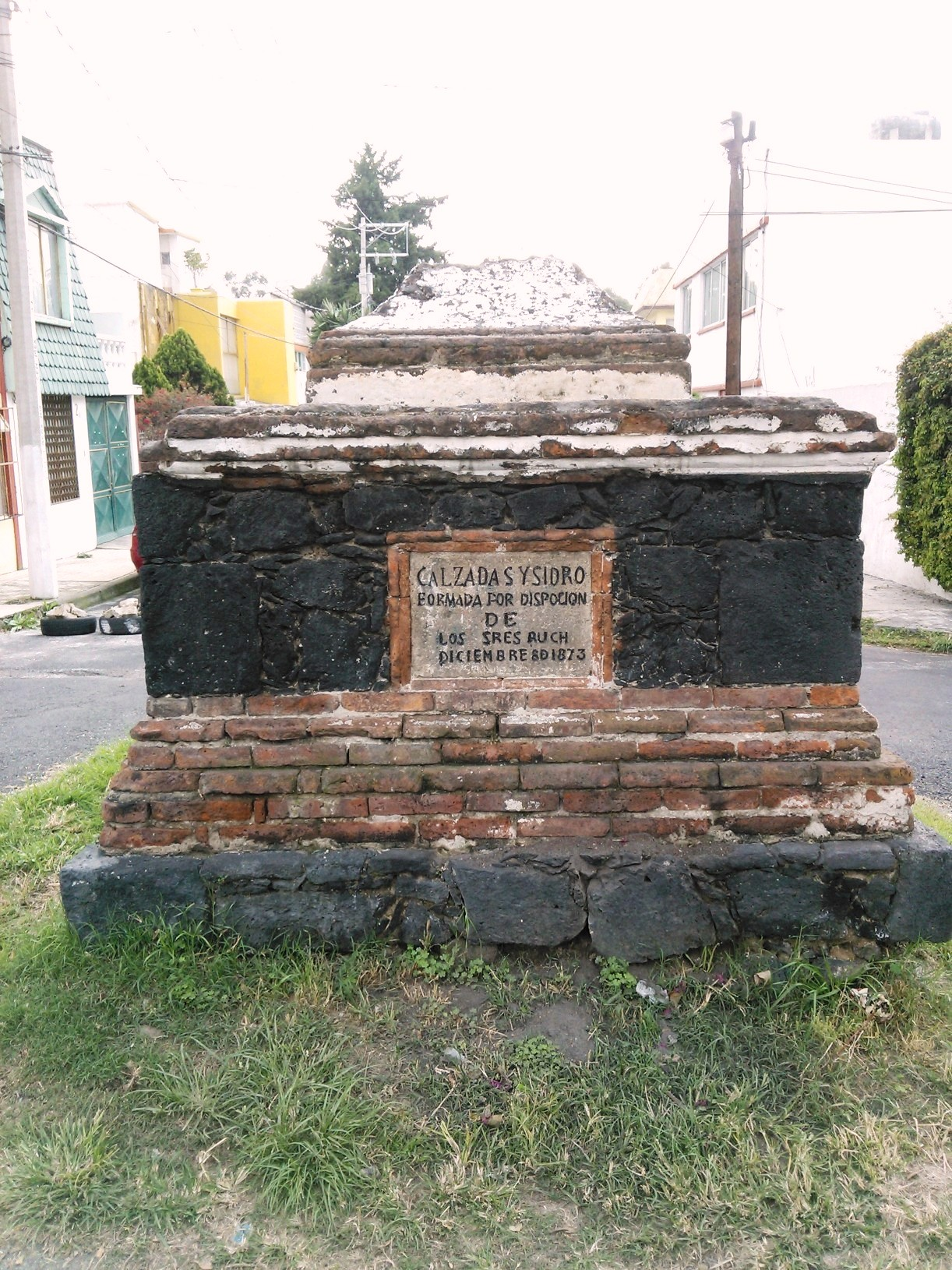
Monumento sobre la calzada de la virgen en los terrenos de lo que fue la hacienda de San Antonio de Coapa

La hacienda de San Antonio de Padua Coapa producía principalmente maíz y pulque; durante el periodo colonial cobró importancia al estar ubicada en el camino que iba de la Ciudad de México a Tlalpan y llegó a ser una de las propiedades más ricas del valle de México. A finales del periodo novohispano pertenecía a los Marqueses de Vivanco, los cuales poseían una casa en el cercano poblado de Tlalpan.
Hasta principios del siglo XX la hacienda de San Antonio era paso obligado para quienes iban de Coyoacán o San Ángel a Tlalpan, ya que para llegar a este último era necesario bordear la zona del pedregal.
Uno de los mejores testimonios sobre el esplendor de la hacienda es la crónica que de ella hace Madame Calderón de la Barca en su primera visita a esta:

"...Nos detuvimos en San Antonio, una noble hacienda situada a unas cuatro leguas de México y  perteneciente a la Marquesa viuda de Vivanco; allí desayunamos en compañía de otros muchos invitados. La hacienda es una espléndida y sólida masa de edificios, y cuando se entra al patio por un abovedado portalón, se contemplan las enormes dependencias, las caballerizas y, particularmente las trojes, cuyas grandiosas y magníficas proporciones se ven como los restos de un pasado medieval. Es una propiedad inmensa y valiosa, que produce tanto maíz como maguey..." 

Durante la Guerra México-Estados Unidos, la hacienda de San Antonio Coapa fue fortificada, ya que era un punto estratégico para contener la invasión de la ciudad por el sur rindiéndose solamente cuando Churubusco sucumbió ante la falta de municiones. Respecto a la importancia de la hacienda en la guerra, Guillermo Prieto menciona que:

"...El general Santa Anna se había situado en la hacienda de San Antonio por considerarla punto estratégico para atender a Tlalpan, ocupado por los americanos; a Padierna, en que se encontraba el general Valencia, y México con el convento de Churubusco, que se encuentra en el camino antes de la garita de San Antonio Abad.".

A principios del siglo XX la hacienda era propiedad de la familia Escandón-Buch. Con la promulgación de la Ley de la Reforma Agraria de 1915 comenzaron las expropiaciones de las tierras de los hacendados para la formación de ejidos y comenzó el fracionamiento de las haciendas del país. Su última propietaria, María Escandón de Buch, trató de evitar la aplicación de la reforma agraria fraccionando las 1,467 hectáreas de la hacienda en pequeñas propiedades legalizadas, sin embargo, un decreto presidencial de 1924 destinó 150 hectáreas para los habitantes de Churubusco, 80 a Mexicaltzingo, 158 a San Pablo Tepetlapa, 700 a Culhuacán y 100 a la Candelaria. Por su parte, los pueblos de Xochimilco, al lograr entender las ventajas de la ley agraria, de inmediato iniciaron un litigio para recuperar las ciénegas, que le habían vendido a las tres haciendas a finales del siglo XIX.

### La hacienda de San José Coapa

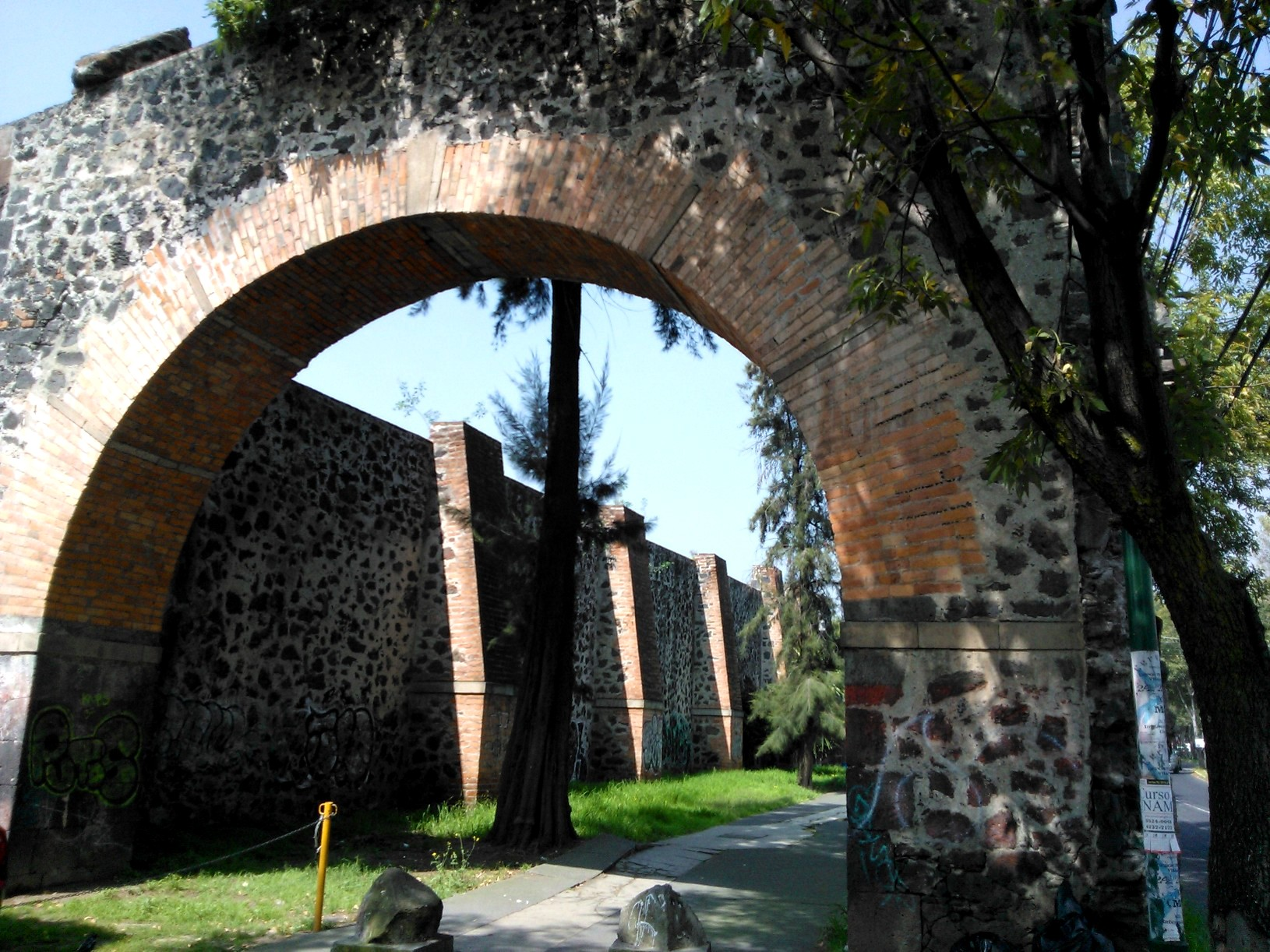
Trojes de la exhacienda de San José de Coapa

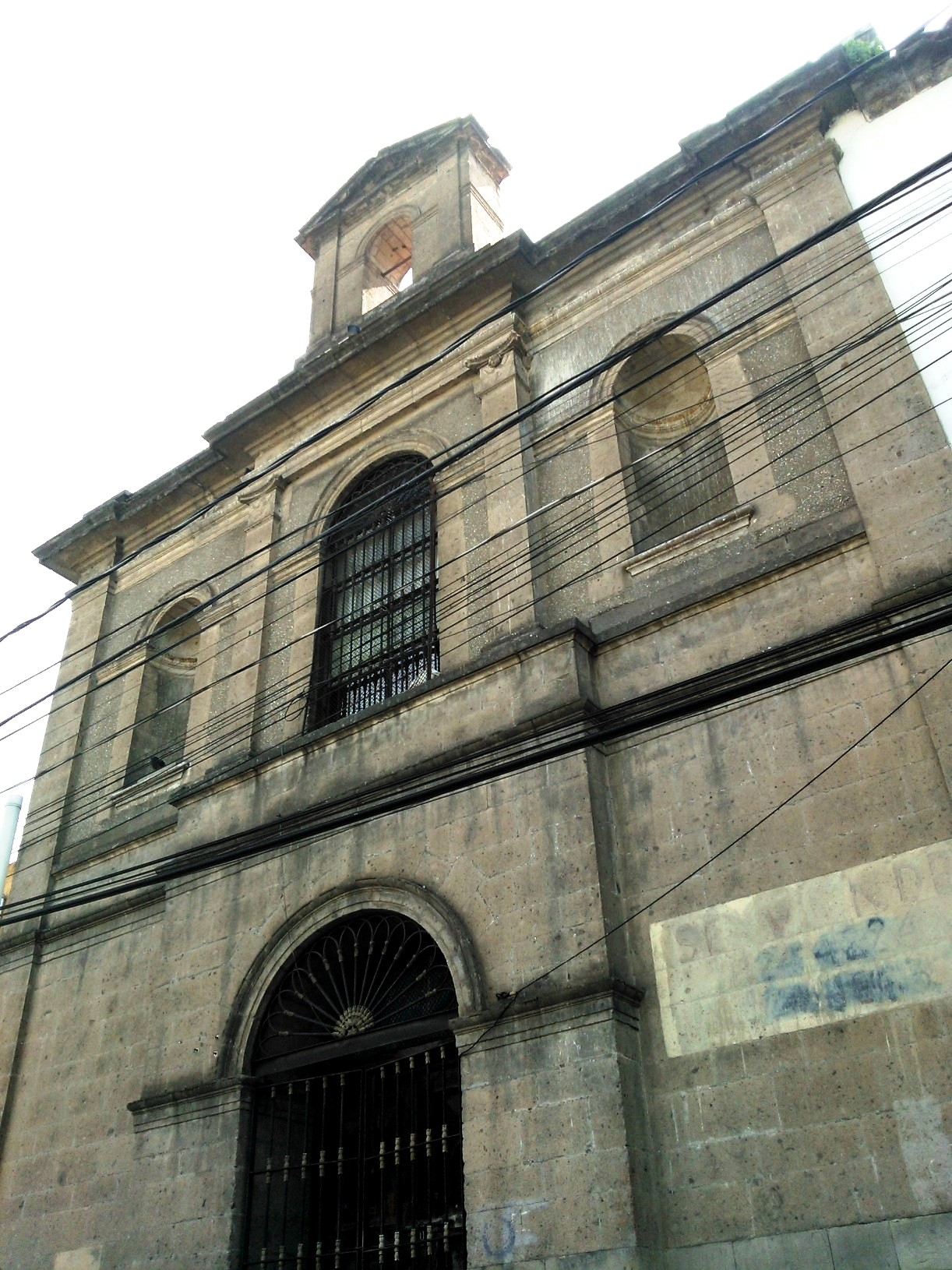
Capilla de Santa Rosa de la Hacienda de San José de Coapa

En el siglo XVII, los dominicos del Convento de San Juan Bautista formaron la finca de Coapa de los padres predicadores de Coyoacán que comprendía algunos edificios y zanjas de riego, la cual vendieron en 1681 a Juan Gerónimo López de Peralta y Urrutia, sin embargo dos años después un tercero inició un litigio por la propiedad, el cual terminó cuando Gerónimo López recibió el Marquesado de Villar del Águila al que vinculó a su mayorazgo y en el cual incluyó la hacienda de Coapa. La hacienda perteneció al mayorazgo hasta 1771 cuando fue vendida al lic. Pedro Martínez de Vargas, quien no pudo cumplir con los pagos y en 1786 fue adquirida por el Conde de la Torre de Cossío.
Durante el siglo XIX la hacienda cambió varias veces de dueño, de entre los cuales sobresalen el abogado y empresario José María Fagoaga en 1807, el banquero y empresario español José Toriello Guerra en 1875 y el empresario mexicano Ignacio Torres Adalid en 1895. Para finales del siglo XIX la hacienda entró en una serie de litigios entre los descendientes de José Toriello hasta que finalmente en los primeros años del siglo XX fue vendida a Felicitas Juárez viuda de Sánchez, hija del expresidente Benito Juárez.
El conjunto fue afectado y parcialmente demolido por las aperturas de la calzada de Tlalpan y la calzada del hueso en 1939. Sin embargo de lo que fue el conjunto de edificios de la hacienda, se conservan con algunas modificaciones la casa grande, la capilla de Santa Rosa, la casa del administrador y las trojes, todos catalogados como monumento histórico por el INAH.
En el caso de la calzada del hueso, existe una tradición oral sobre el nombre, según la cual fue en otros tiempos camino de personas que pedían favores políticos a un notable que se exilió en la hacienda. En el lenguaje popular de México, se le dice hueso a un puesto político lucrativo.
Hasta bien entrada la era moderna se podía visitar Coapa por medio de canales navegables.

### Hacienda San Juan de Dios “La Grande”
Esta Hacienda se encontraba  en donde hoy se encuentra el fraccionamiento residencial Hacienda de San Juan y las colonias residenciales Villa Lázaro Cárdenas , Arboledas del Sur y Exhacienda de San Juan. Esta hacienda era la más grande de las tres que conformaban Coapa, por ello su sobrenombre “La Grande”. Las avenidas principales que se edificaron sobre ella son Calzada Acoxpa, Avenida Torres, Avenida Transmisiones, Avenida San Juan de Dios y Prolongación Canal de Miramontes.

## Colonias

### Alcaldía Tlalpan
Fraccionamiento Real del Sur, Vergel del Sur, Vergel de Coyoacán, Ex Hacienda Coapa, Ejido viejo Santa Ursula Coapa, Villa Coapa (Unidad Habitacional Narciso Mendoza), Residencial Villa Coapa, Prado Coapa 1A, 2A Y 3A Sección, El Vergel Coapa, Villa Lázaro Cárdenas, Residencial Acoxpa, Coapa 2a. Sección (Rinconada), Los Girasoles, Rinconada Coapa,  Granjas Coapa Magisterial, Granjas Coapa Oriente, Villa Cuemanco, Unidad Alianza Popular Revolucionaria, Potrero Acoxpa, Residencial Acoxpa, Fraccionamiento Rancho de Colorines, Fraccionamiento Gabriel Ramos Millán, Arboledas del Sur, Ex Hacienda San Juan de Dios, San Bartolo el Chico.

### Alcaldía Coyoacán
Viejo Ejido de Santa Úrsula Coapa, Campestre Coyoacán, Cafetales, Girasoles I, II y III, Los Sauces, Villa Quietud, Hacienda de Coyoacán.

## Delimitación Territorial
| Límite   | Vialidad                                                                                | Colindancia |
| -------- | --------------------------------------------------------------------------------------- | --- |
| Norte    | - Calzada del Hueso                                                                     | - Colonia Espartaco - Colonia del Parque - Colonia Los Girasoles - Colonia Los Sauces - Colonia Santa Cecilia - Colonia Haciendas de Coyoacán - Colonia El Mirador - Colonia Villa Quietud              |
| Oriente  | - Av. Canal Nacional                                                                    | - Parque Ecológico de Xochimilco - Canal Nacional |
| Sur      | - Anillo Periférico (Boulevard Adolfo Ruiz Cortines) - Prolongación Canal de Miramontes | - Canal de Cuemanco - Instituto Tecnológico y de Estudios Superiores de Monterrey, Campus Ciudad de México - Colonia San Lorenzo la Cebada - Colonia San Bartolo el Chico - Colonia Arenal de Guadalupe |
| Poniente | - Calzada de Tlalpan - Viaducto Tlalpan                                                 | - Estadio Azteca - Pueblo de San Lorenzo Huipulco - Pueblo de Santa Úrsula Coapa |

## Unidad Habitacional Narciso Mendoza
Durante la década de los 60, a través de BANOBRAS, se llevó a cabo la construcción de la Villa Coapa para albergar a los medios de comunicación durante los Juegos Olímpicos de 1968.

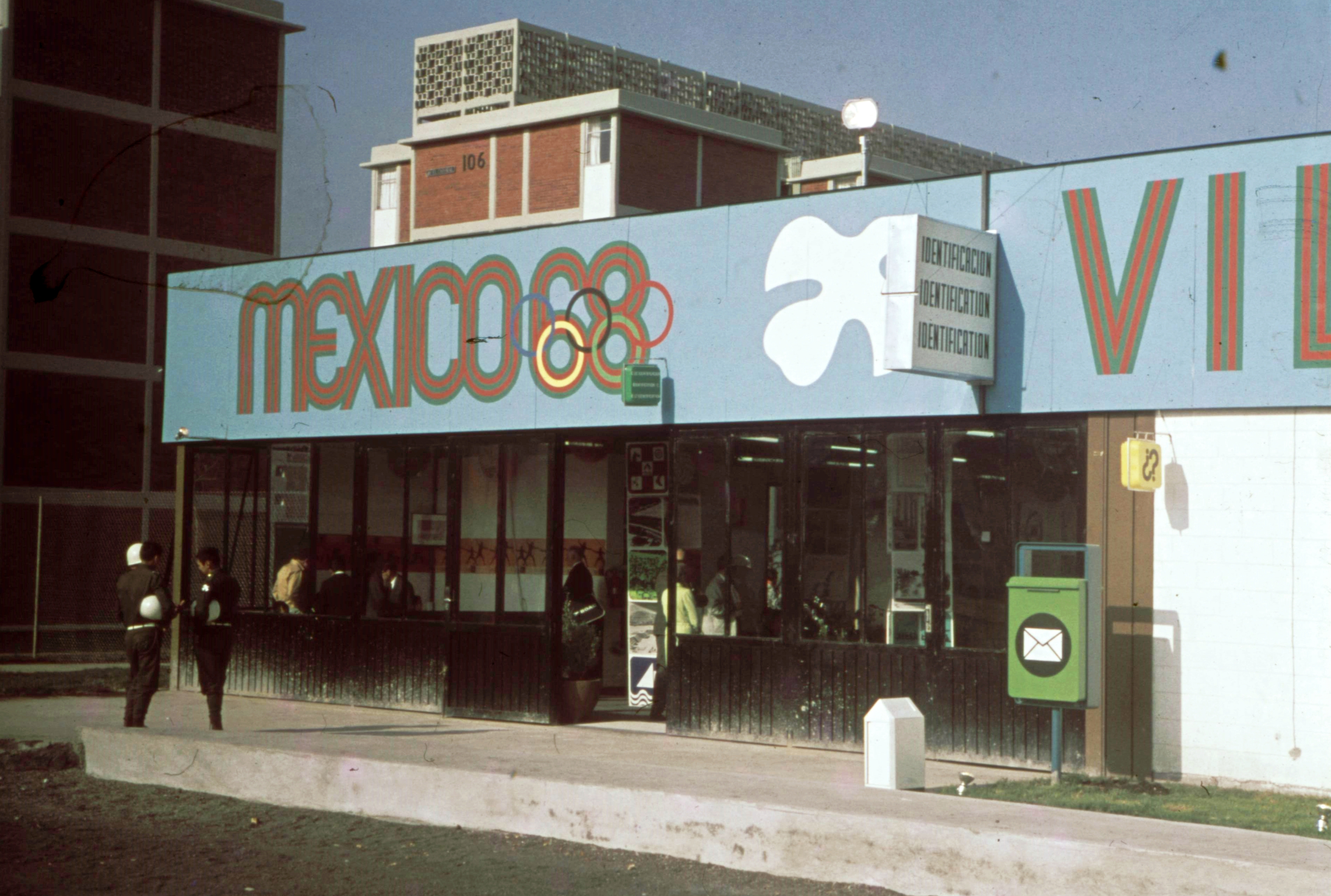
Entrada a la UH Narciso Mendoza durante los Juegos Olímpicos de México 1968

Ubicada al sur de la Ciudad de México en Coapa, la Villa Olímpica Narciso Mendoza es el segundo complejo olímpico, se dividió en 5 secciones que albergarían a Árbitros y Jueces, Conjuntos culturales, Prensa, Sección militar y Oficinas generales. Al término de los juegos olímpicos los departamentos de las Villas fueron puestos a la venta.

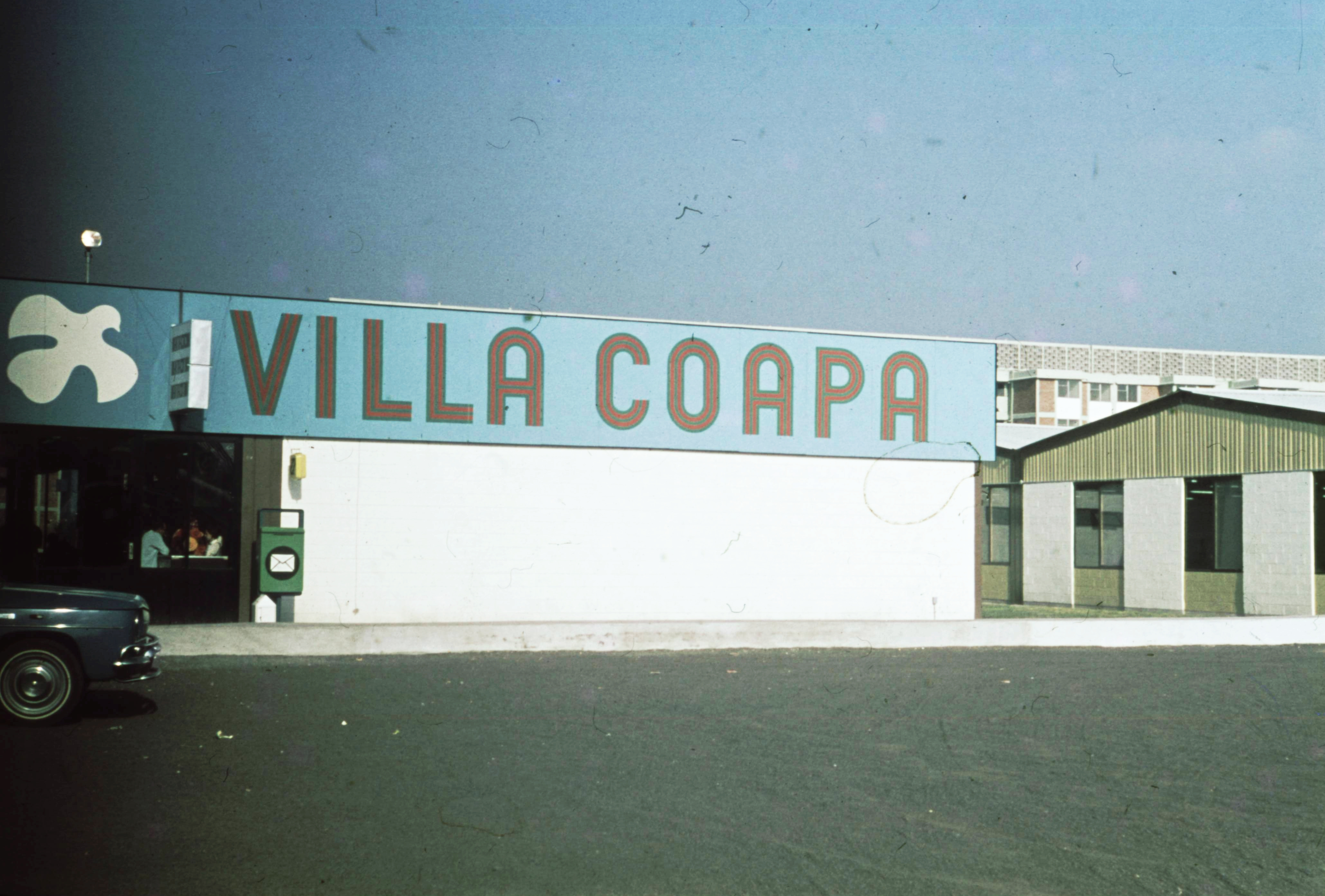
Letrero "Villa Coapa" durante los Juegos Olímpicos México 1968

Actualmente se denomina Unidad Habitacional Narciso Mendoza y se encuentra dividida en supermanzanas, contando cada una con una serie de servicios públicos, escuelas, mercados y parques, así como con dos fraccionamientos residenciales al oriente cuyos terrenos fueron vendidos para la construcción de casas.
En la parte surponiente de la unidad, había un establo donde se formaban largas filas en las mañanas para que las familias pudieran alcanzar leche fresca y recién ordeñada.
Los tlacoyos del mercado y las quesadillas han sido famosos desde que el mercado estaba en las franjas polvorientas, pedregosas y encharcadas de la ahora avenida División del Norte.  Se acudía al cine Villa Coapa, ubicado en la parte residencial de la colonia, en la calle El Portillo.
Las vialidades de la Unidad Habitacional fueron nombradas haciendo alusión a elementos relacionados con las haciendas, dado el pasado de la zona como haciendas.
- El Abrevadero
- El Altillo
- El Arbolillo
- El Cántaro
- El Caporal
- El Farol
- El Fortín
- El Mayorazgo
- El Mayordomo
- El Portal
- El Potrero
- El Regidor
- El Riego
- El Tapanco
- La Acequia
- La Carreta
- La Garita
- La Hacienda
- La Huerta
- La Vereda
- Las Trancas
- Las Trojes
- Los Tenorios

## Lugares

### Dependencias
- Instituto Electoral de la Ciudad de México.

### Hospitales
- Hospital General de Zona 32 del IMSS
- Hospital General Regional 2 del IMSS
- Unidad de Medicina Familiar 163 del IMSS

### Centros educativos

#### Públicos
- IEMS Plantel Ricardo Flores Magón
- Escuela Nacional Preparatoria 5
- Universidad Autónoma Metropolitana, Unidad Xochimilco

#### Privados
- Instituto Tecnológico y de Estudios Superiores de Monterrey, Campus Ciudad de México
- Universidad del Valle de México
- Universidad del Pedregal
- Preparatoria La Salle del Pedregal
- Seminario Conciliar de México, Casa Huipulco
- Escuela Continental
- Colegio Heraldos de México
- Instituto Inglés Mexicano
- Colegio Madrid
- Colegio México Bachillerato

### Lugares públicos
- Canal de Cuemanco
- Zoológico Los Coyotes
- Alameda del Sur
- Biblioteca Vicente Guerrero
- Biblioteca Renato Leduc

### Centros Comerciales
- Galerías Coapa
- Paseo Acoxpa
- Gran Terraza Coapa
- Coaplaza
- Pabellón Cuemanco

### Centros de Entretenimiento Nocturno
La zona cuenta con diversos centros de entretenimiento nocturno que se ubican principalmente en Av. San Juan de Dios, Calzada Acoxpa y Av. Canal de Miramontes.

### Casa chueca de Villa Coapa
Se trata de una casa habitación que se encuentra ubicada en Avenida División del Norte (cerca del cruce con Avenida Acoxpa). Su nombre se debe a su particular fachada, la cual da la impresión de que la casa se encuentra "chueca", es decir que la construcción se encuentra de forma inclinada y desde fuera de ella, pareciera que su interior se encuentra totalmente inclinado. Este aspecto es solo un efecto arquitectónico.